# Rolo Tomassi
Rolo Tomassi est un groupe britannique de post-hardcore originaire de Sheffield formé en 2005.

## Historique
Le groupe est formé en 2005 à Sheffield autour des frères et sœurs Eva et James Spence, respectivement au chant et au clavier, avec le guitariste Joe Nicholson, le batteur Edward Dutton et le bassiste Joesph Thorpe,. Le nom Rolo Tomassi provient d'un personnage du film L.A. Confidential (1997). Leur premier album, intitulé Hysterics, sort en 2008 sous le label Hassle Records. En 2010, le producteur américain Diplo produit le second album du groupe, Cosmology,.
Le groupe crée son propre label, Destination Moon, pour sortir l'album de compilation Eternal Youth en 2011, puis leur troisième album studio Astraea en 2012.
Rolo Tomassi publie les albums Grievances en 2015, puis Time Will Die and Love Will Bury It en 2018 sous les labels Ipecac Records et Holy Roar Records.
Un sixième album, intitulé Where Myth Becomes Memory, sort en 2022.

## Membres

### Membres actuels
- Eva Spence – chant (depuis 2005)
- James Spence – chant, clavier (depuis 2005)
- Chris Cayford – guitare (depuis 2012)
- Nathan Fairweather – basse (depuis 2012)
- Al Pott – batterie (depuis 2018)

### Anciens membres
- Joseph Thorpe – basse (2005–2011)
- Joe Nicholson – guitare (2005–2011)
- Edward Dutton – batterie (2005–2013)
- Tom Pitts – batterie (2014–2018)

## Discographie

### Albums studio
- 2008 : Hysterics
- 2010 : Cosmology
- 2012 : Astraea
- 2015 : Grievances
- 2018 : Time Will Die and Love Will Bury It
- 2022 : Where Myth Becomes Memory

### Compilations et albums en concert
- 2011 : Eternal Youth (36 titres rares et inédits enregistrés entre 2005 et 2011)